# Innung für Metall- und Kunststofftechnik Berlin
Die Innung für Metall- und Kunststofftechnik Berlin (Metallinnung) ist eine Körperschaft öffentlichen Rechts. Sie vertritt  die Interessen von mehr als 200 Mitgliedern. Die Innung arbeitet nach § 54 der Handwerksordnung und steht unter der Aufsicht der Handwerkskammer Berlin. Die Mitgliedschaft in der Metallinnung ist freiwillig.

## Aufgaben

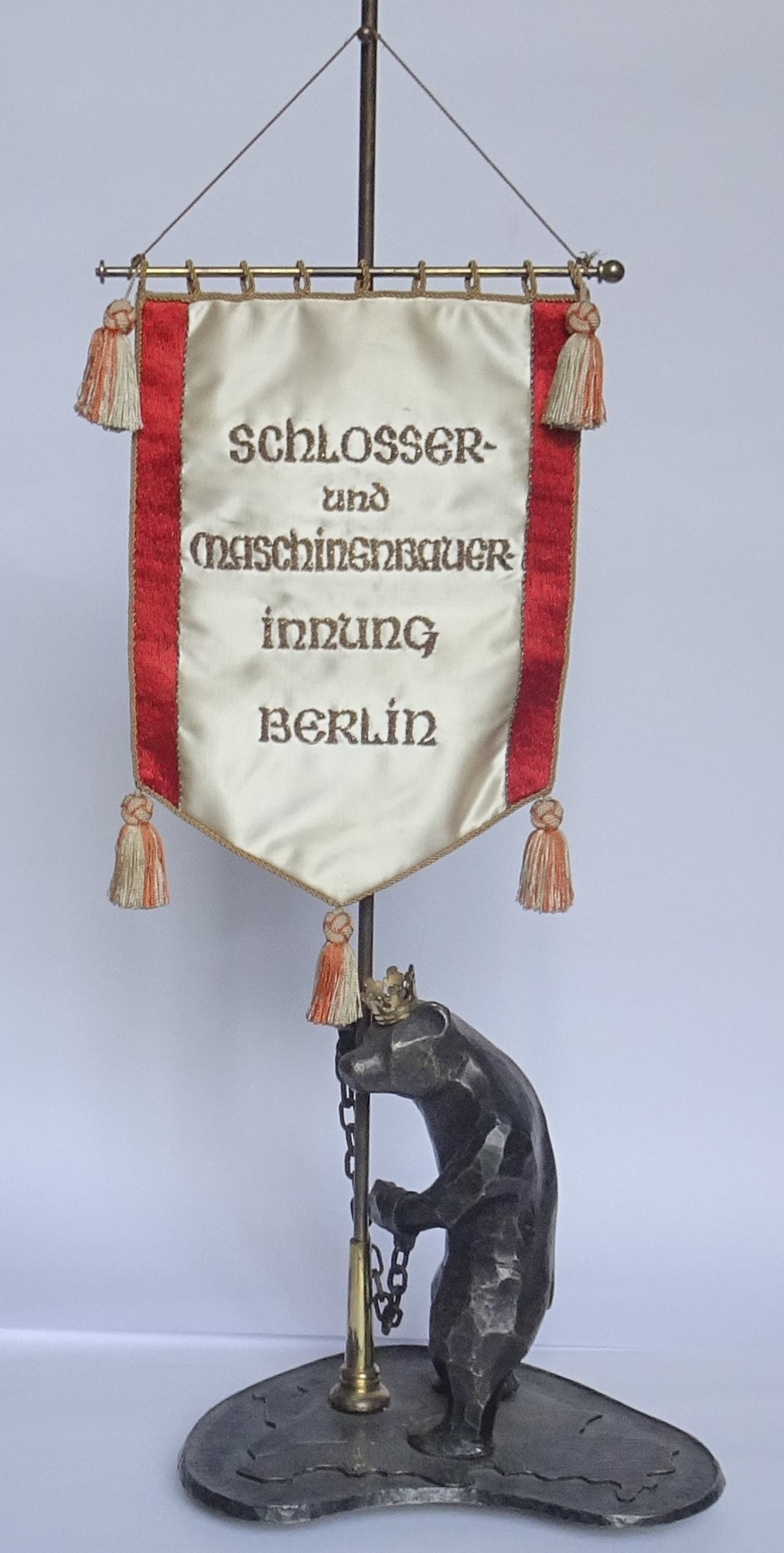
Berliner Innungswimpel der Schlosser- und Maschinenbauer-Innung

Die Metallinnung vertritt die wirtschaftlichen und technischen Interessen seiner Mitglieder gegenüber Öffentlichkeit, Politik, Behörden.
Zu ihren Aufgaben gehören insbesondere
- die gemeinsamen gewerblichen Interessen ihrer Mitglieder zu fördern
- den Gemeingeist und die Berufsehre zu pflegen
- ein gutes Verhältnis zwischen Meistern, Gesellen und Lehrlingen anzustreben
- entsprechend den Vorschriften der Handwerkskammer die Lehrlingsausbildung zu regeln und zu überwachen sowie für die berufliche Ausbildung der Lehrlinge zu sorgen und ihre charakterliche Entwicklung zu fördern
- die Gesellenprüfungen abzunehmen und hierfür Gesellenprüfungsausschüsse zu errichten, sofern sie von der Handwerkskammer dazu ermächtigt ist
- das handwerkliche Können der Meister und Gesellen zu fördern, hierzu wurde Fachschulen eingerichtet und führt Lehrgänge durch
- bei der Verwaltung der Berufsschulen gemäß den bundes- und landesrechtlichen Bestimmungen mitzuwirken
- das Genossenschaftswesen im Handwerk zu fördern
- über Angelegenheiten der in ihr vertretenen Handwerke den Behörden Gutachten und Auskünfte zu erstatten (Normungsarbeit)
- die sonstigen handwerklichen Organisationen und Einrichtungen in der Erfüllung ihrer Aufgaben zu unterstützen
- die von der Handwerkskammer innerhalb ihrer Zuständigkeit erlassenen Vorschriften und Anordnungen durchzuführen.

Hierbei soll die Metallinnung
- zwecks Erhöhung der Wirtschaftlichkeit der Betriebe ihrer Mitglieder Einrichtungen zur Verbesserung der Arbeitsweise und der Betriebsführung schaffen und fördern
- bei der Vergebung öffentlicher Lieferungen und Leistungen die Vergebungsstellen beraten
- das handwerkliche Pressewesen unterstützen (Öffentlichkeitsarbeit)

Die Metallinnung kann
- Tarifverträge abschließen, soweit und solange solche Verträge nicht durch den Innungsverband für den Bereich der Handwerksinnung geschlossen sind,
- für ihre Mitglieder und deren Angehörige Unterstützungskassen für Fälle der Krankheit, des Todes, der Arbeitsunfähigkeit oder sonstiger Bedürftigkeit errichten,
- bei Streitigkeiten zwischen den Innungsmitgliedern und ihren Auftraggebern auf Antrag vermitteln.
- Maßnahmen zur Förderung der gemeinsamen gewerblichen Interessen der Innungsmitglieder durchführen.

## Mitgliedschaften
- Landesinnungsverband Metall Berlin-Brandenburg als Körperschaft privaten Rechts nach der Handwerksordnung.
- Bundesverband Metall, Essen
- Unternehmensverbünde Berlin Brandenburg (UVB)
- Schutzgemeinschaft Berlin e.V. – Kooperation mit dem Landeskriminalamt Berlin zur Einbruchsprävention
- Interessengemeinschaft – Wenn Handwerk dann Innung (WHdI)

## Struktur
Die Metallinnung wird durch den Vorstand und dem Innungsgeschäftsführer geleitet. Der Vorstand wird alle fünf Jahre durch die Delegierten der Innungsversammlung gewählt. 
An der Spitze steht seit 2025 der Obermeister Mike Lischke. Sie verfügt über die Innungsgeschäftsstelle, die Mitglieder sind in den Berufsgruppen Metallbauer, Feinwerkmechaniker, Metall- und Glockengießer, Metallbildner und die Graveure organisiert.
Des Weiteren gibt es eine Schiedsstelle, die bei Unstimmigkeiten zwischen Innungsbetrieben und Verbrauchern eingeschaltet werden kann.
Die Berliner Innung für Metall- und Kunststofftechnik unterhält eine Berufsschule. In den Räumen werden Auszubildende (Lehrlinge) für die Gesellenprüfung   nach § 31 Handwerksordnung vorbereitet, dass gilt auch für die Abschlussprüfung . Ebenso findet hier die Weiterqualifizierung der Gesellen/Facharbeiter statt, Bspw. zum Schweißer. Aber auch die Vorbereitungskurse zum Großen Befähigungsnachweis und die Meisterprüfung werden von der Dr.-Louis-Schnur-Schule, in der Metallinnung durchgeführt.

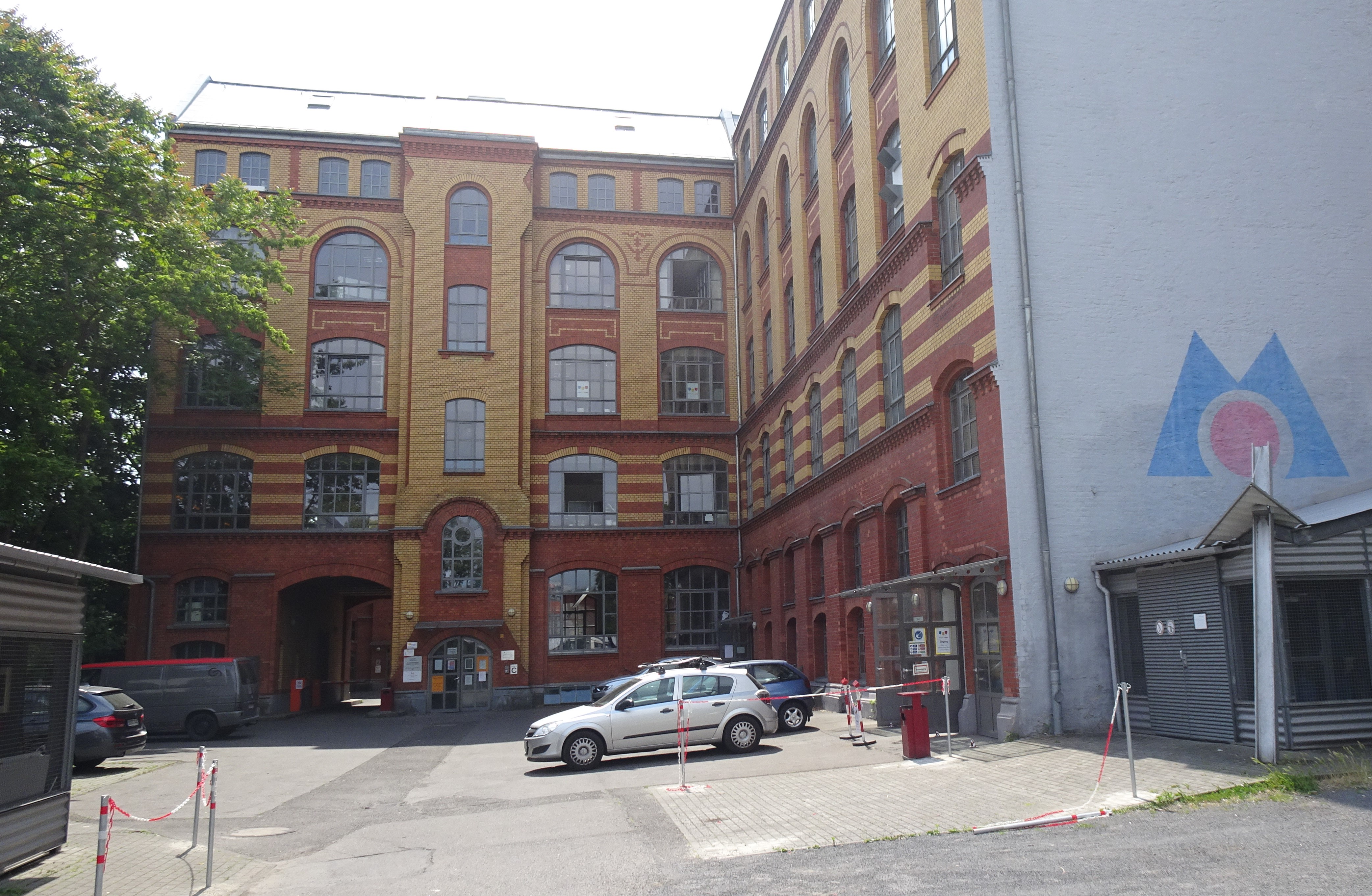
Metallinnung Berlin
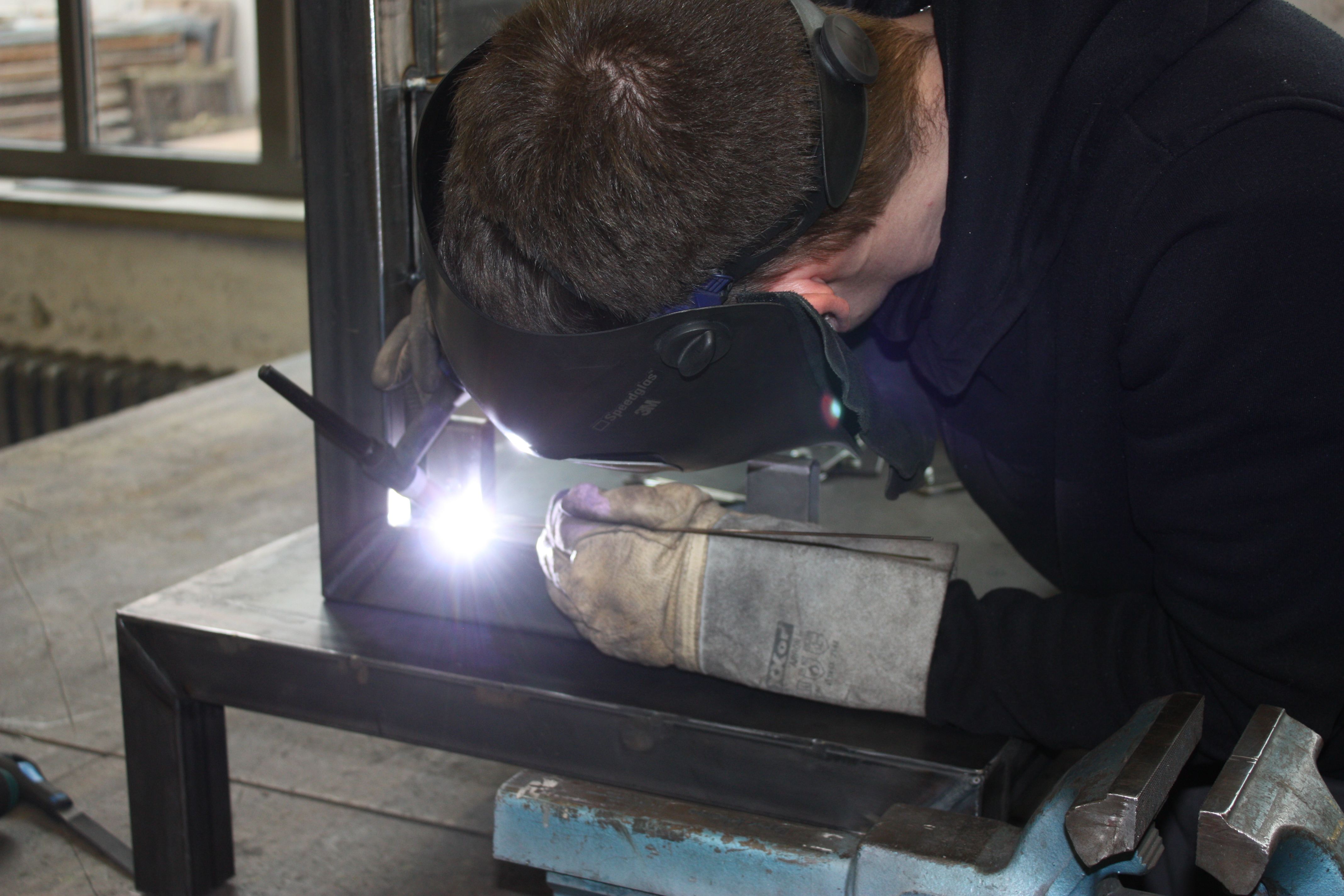
Schweißerlehrwerkstatt hier mit WIG
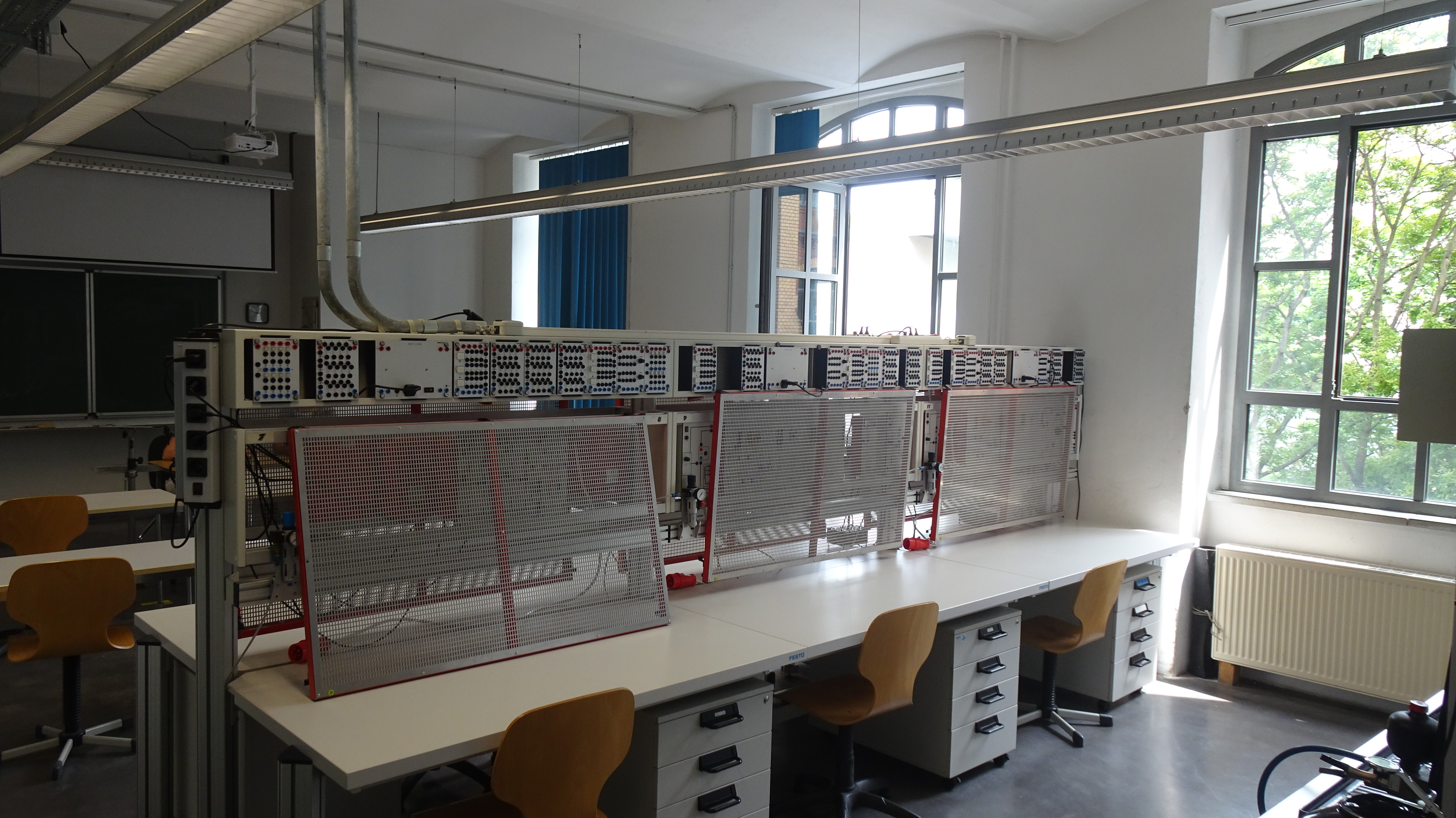
Unterrichtsräume
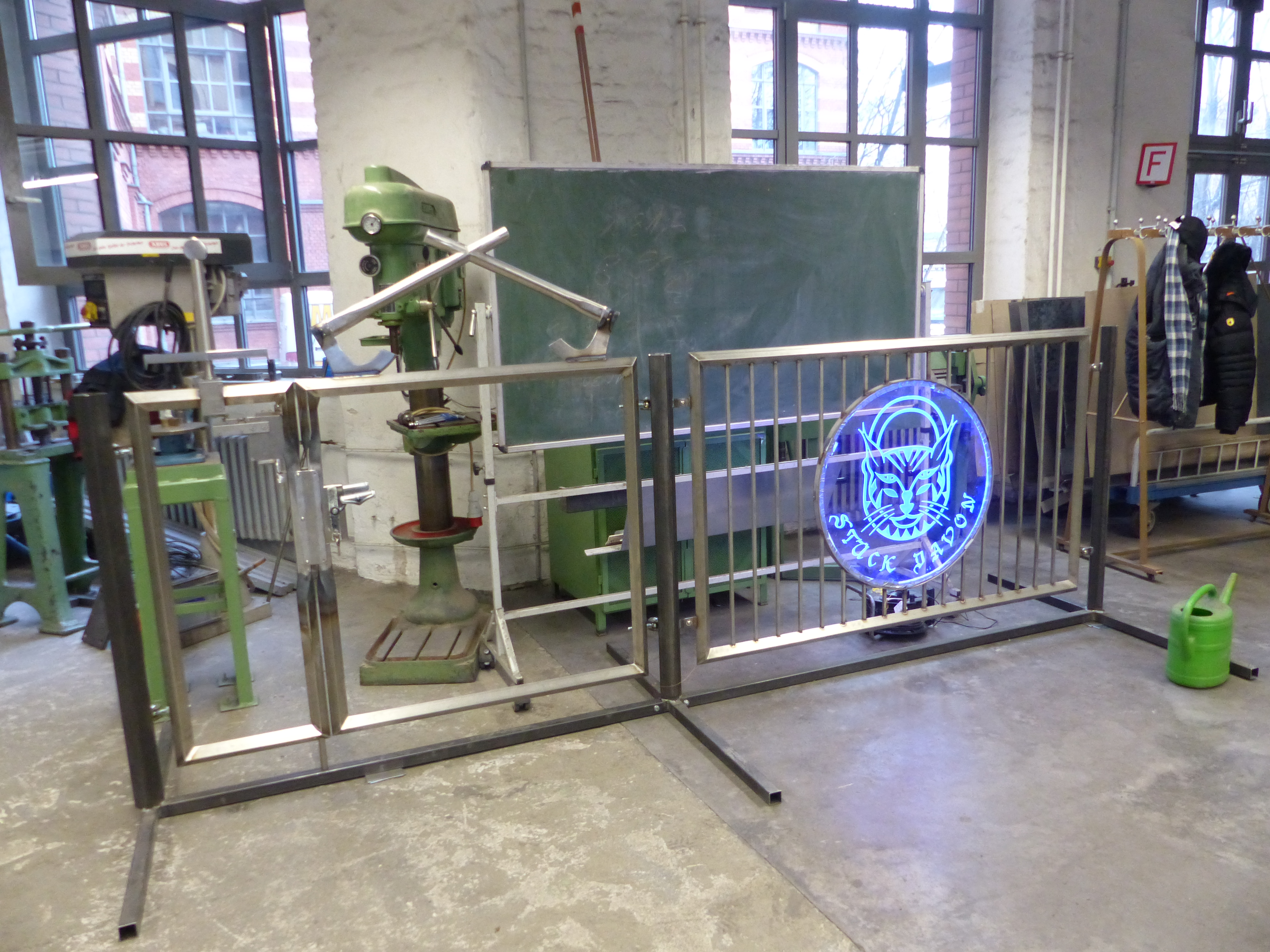
Arbeitsprobe
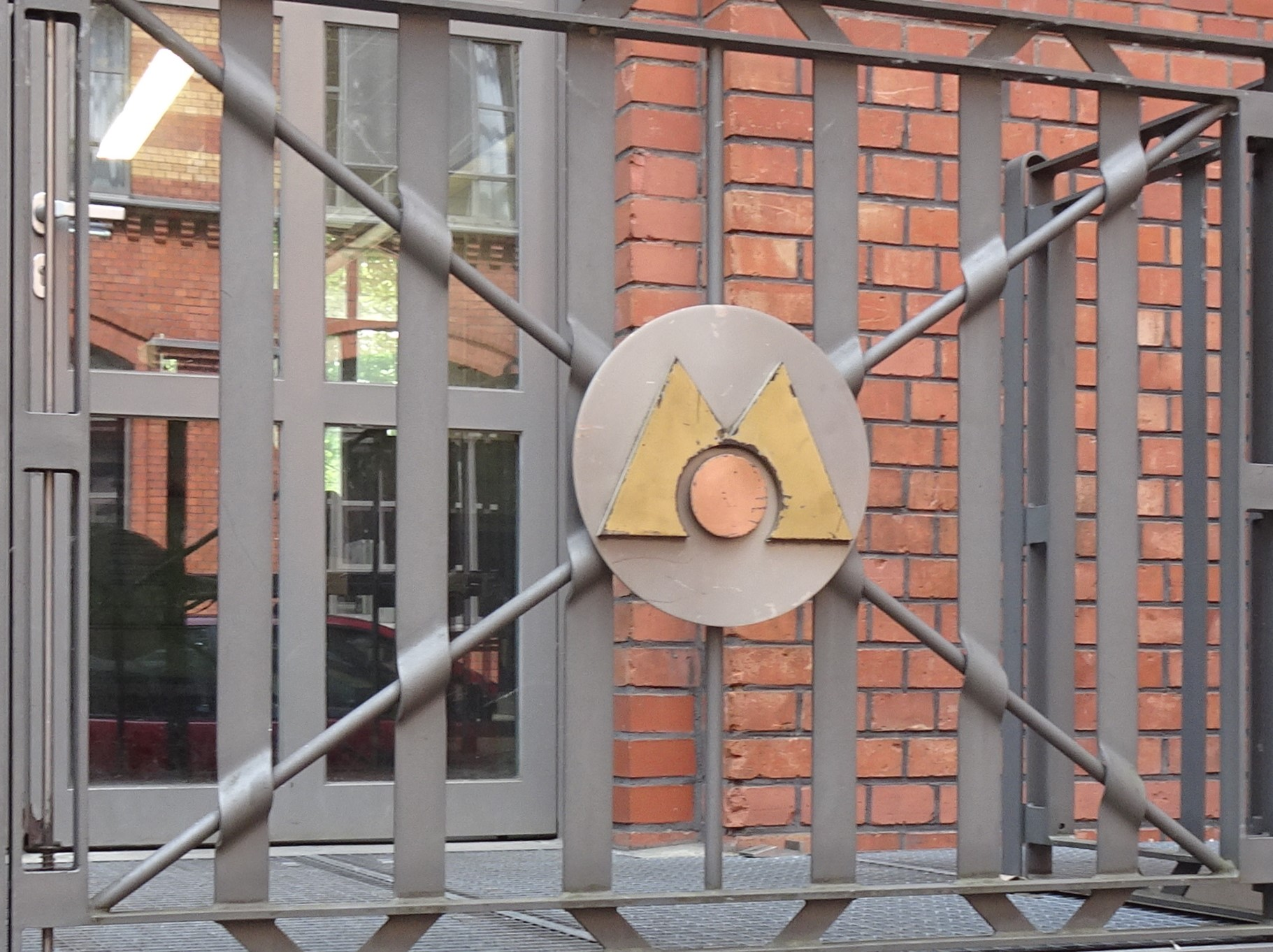
Eingangsbereich, als Meisterstück
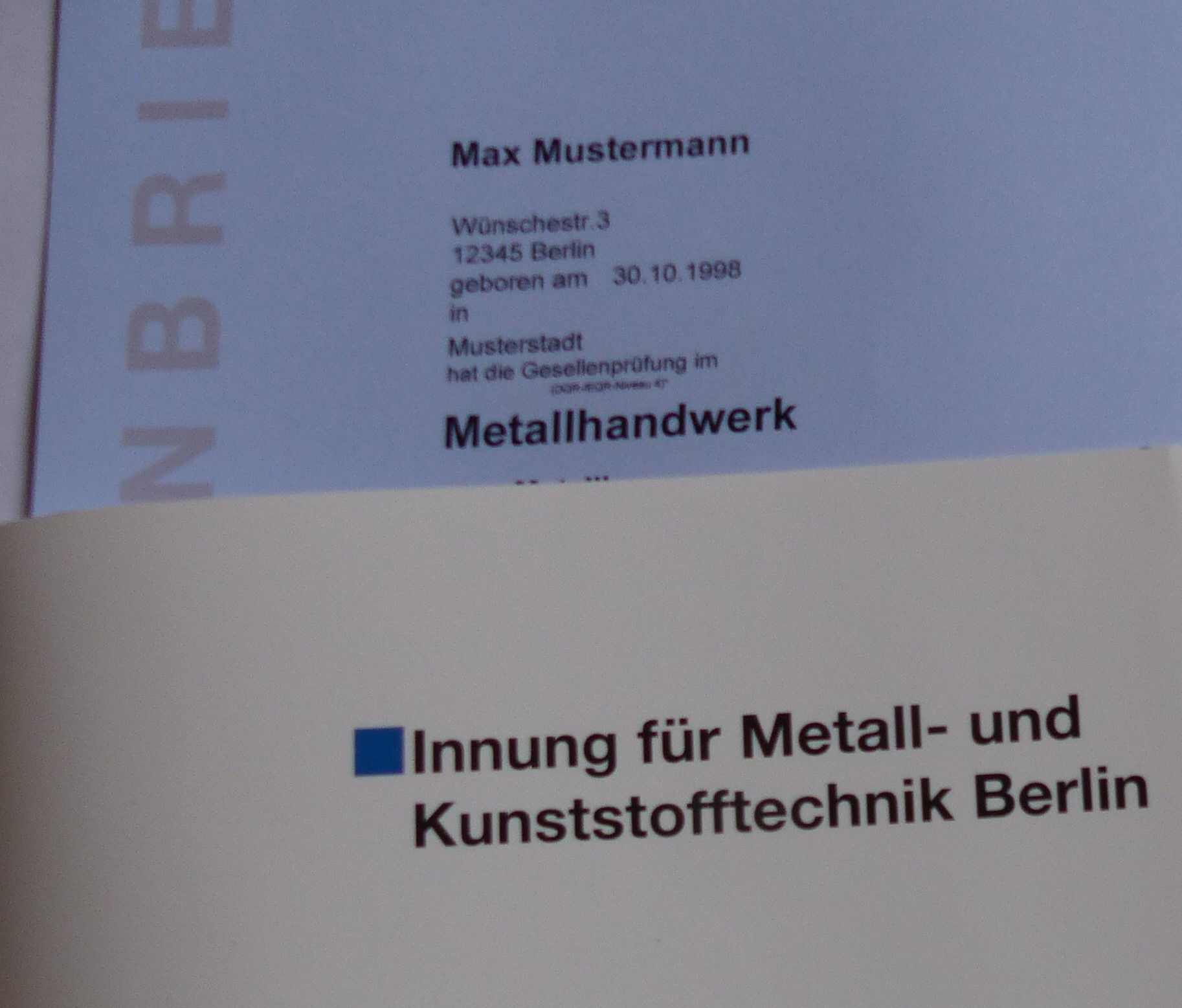
Gesellenbrief

## Auszeichnung
- Die Metallinnung verleiht eine Auszeichnung als Ehrennadel in den Stufen Bronze, Silber und Gold, diese wird mit einer Urkunde überreicht.
- Die Ehrennadel wird vom Obermeister für besondere Verdienste im Metallhandwerk verliehen und kann als Zeichen der allgemeinen Anerkennung am Privatanzug in der Knopflochspalte getragen werden.
- Die Ehrennadel ist legiert in den Farben der Stufeneinteilung und sie hat einen Durchmesser von 20 mm. Auf der Vorderseite ist das Berliner Wappentier, mit dem Zunftzeichen der Schlosser eingeprägt, welches auf einem kreisförmigen Lorbeerkranz ruht.

## Geschichte
- Schlosser: Auto-, Bau-, Büchsen- und Maschinenschlosser,
- Schmiede: Kupfer-, Gold-, Silber-, Huf-, Waffen-, Nagel-, Zirkel-, Messer-, Grob- und Feinschmiede
- Gießer, Feilenhauer, Nadlern, Windenmacher, Sporern, Groß- und Kleinuhrmachern

sind und waren Zunftmitglieder.

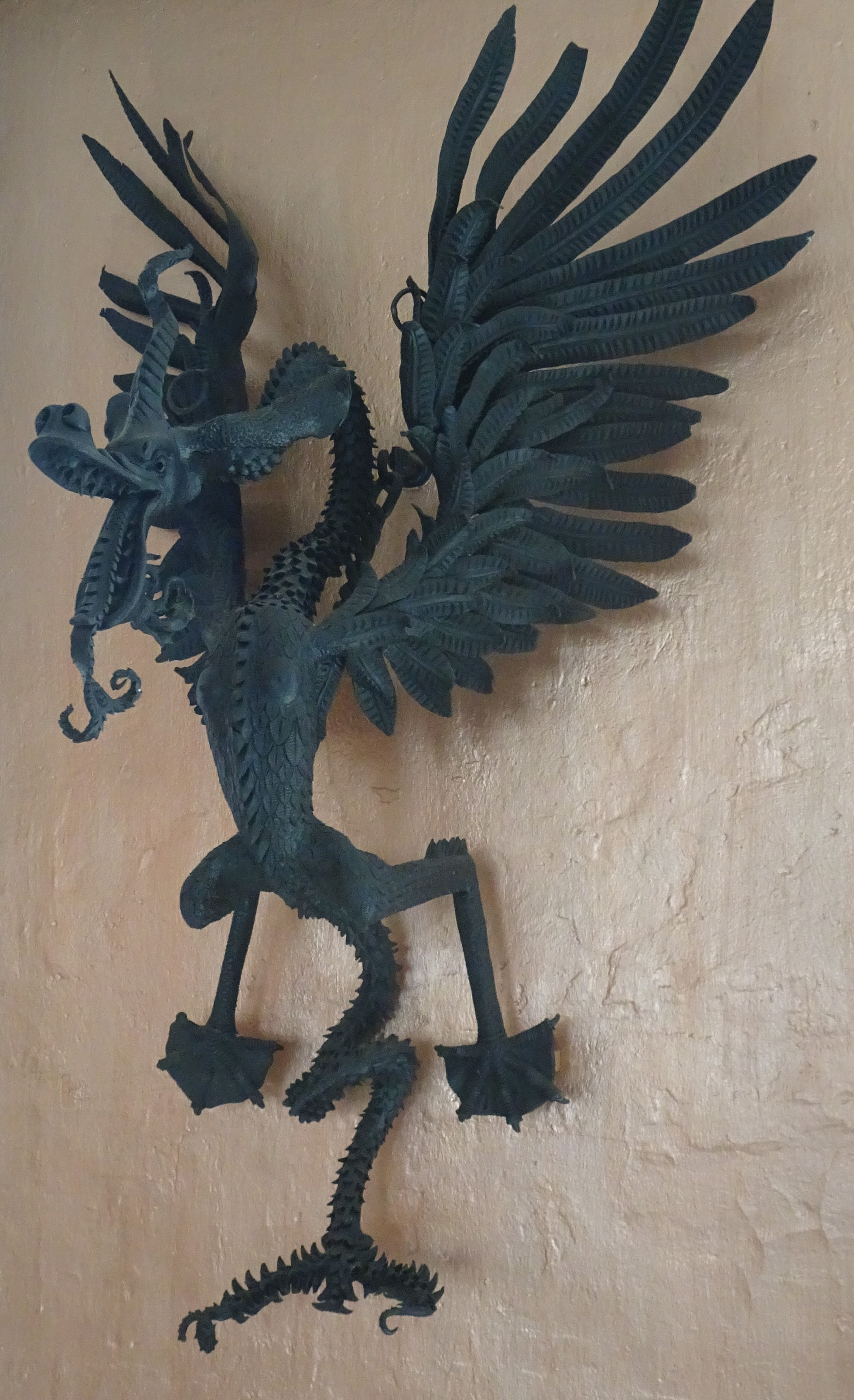
Berliner Eisenbilder – Kunstschmiede
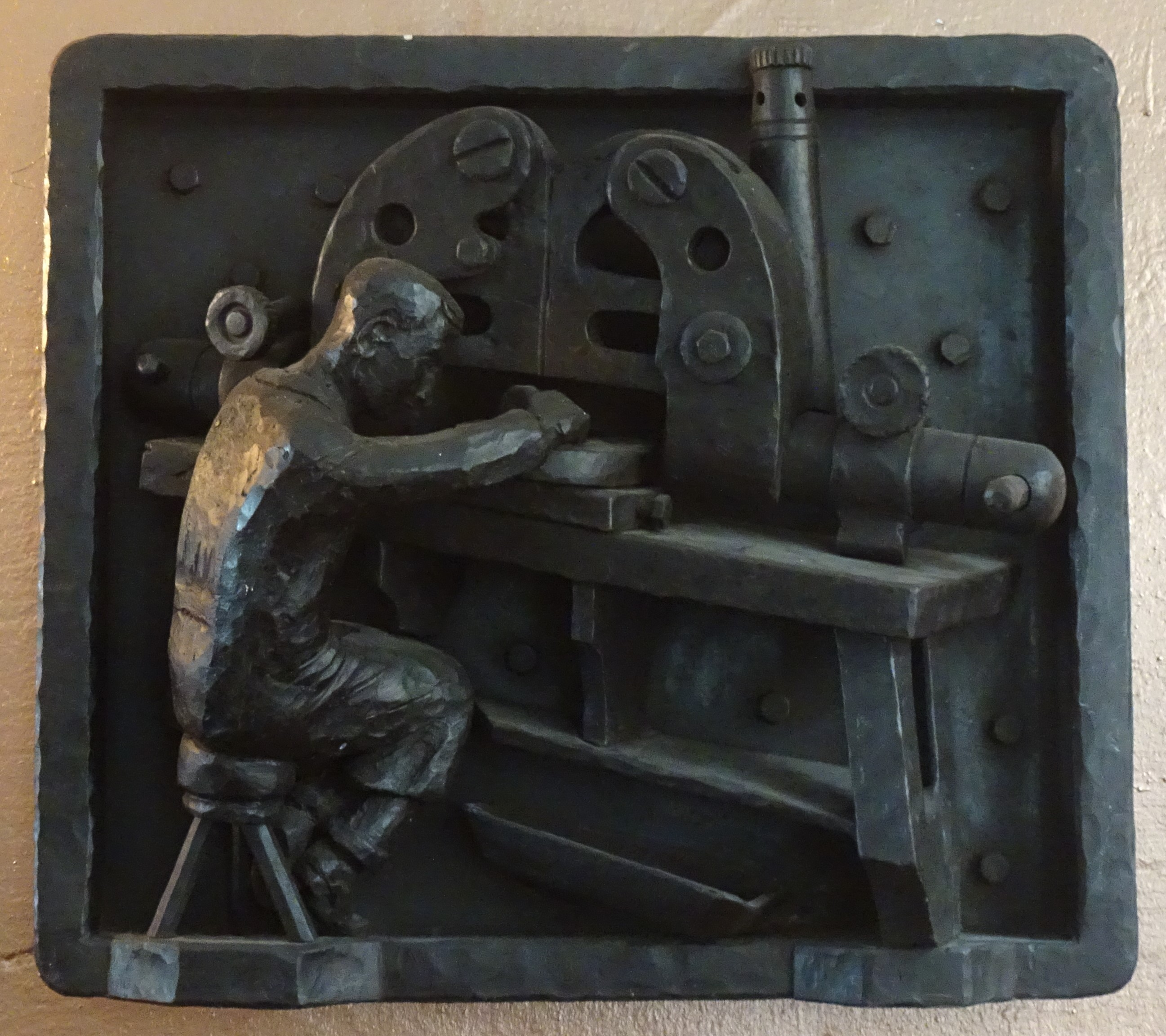
Berliner Eisenbilder – Schlosserei
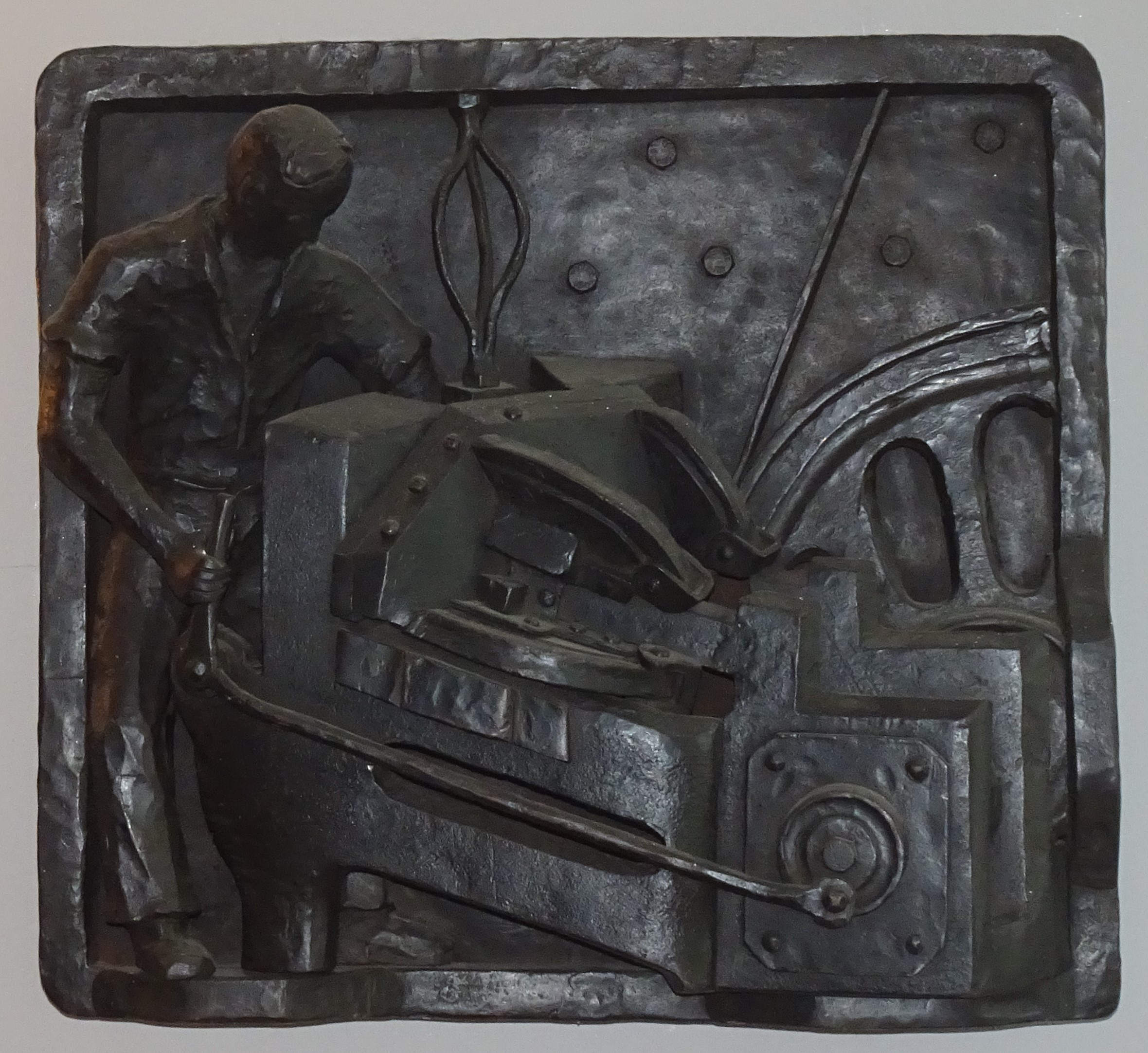
Berliner Eisenbilder – Werkzeugbau
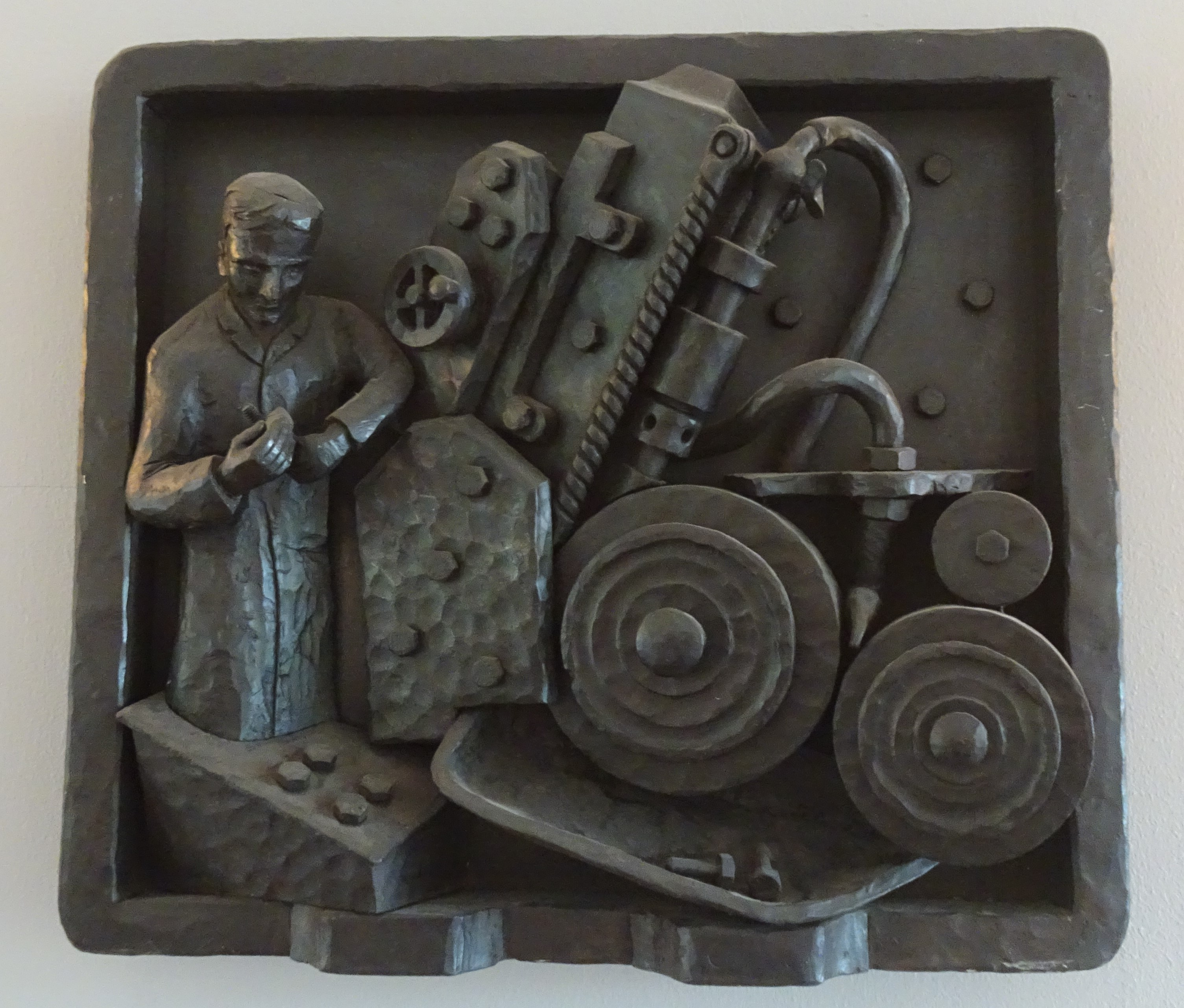
Berliner Eisenbilder – Dreherei
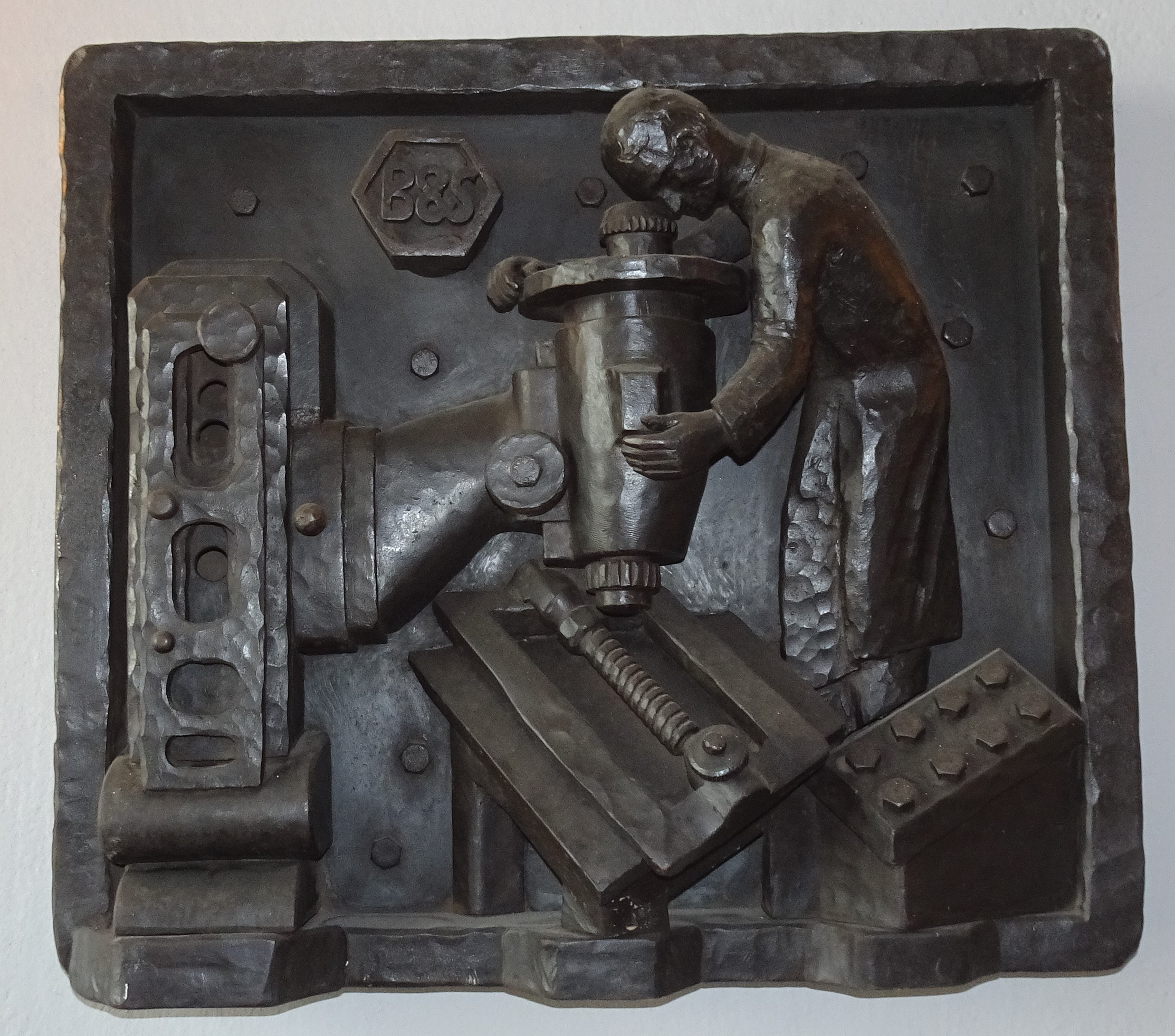
Berliner Eisenbilder – Maschinenbau
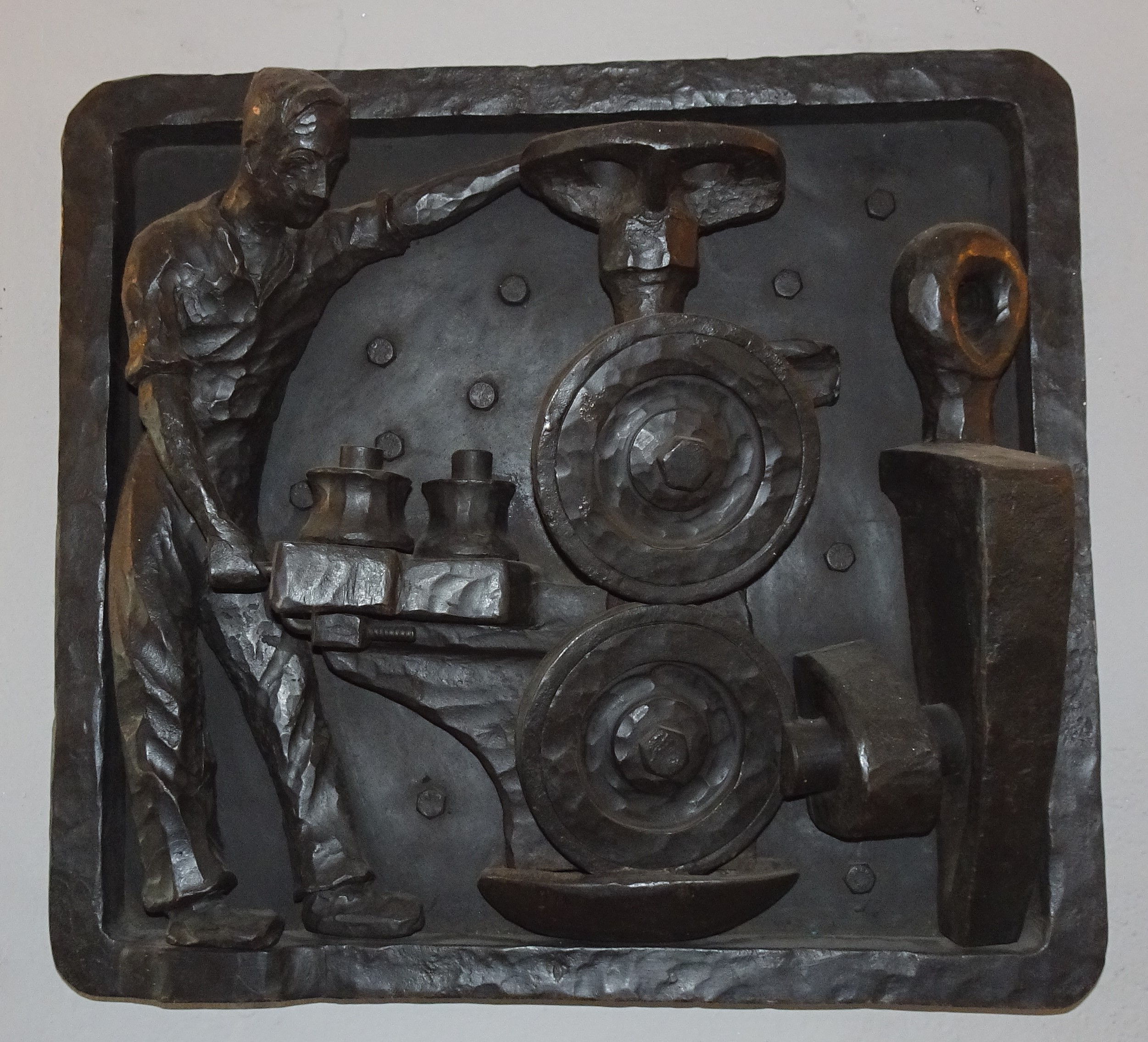
Berliner Eisenbilder – Stahlverformung

Die Geschichte der Zunft des Metallbauers in der heutigen Hauptstadt begann 1237 mit der Entstehung der Städte von Berlin und Kölln. Die großen Stadtbrände im 14. und 15. Jahrhundert zerstörten Urkunden und Zeugnisse, um hier der Nachweispflicht gerecht zu werden. Aber 1280 gab es die Viergewerke in Berlin, die Bäcker, Schlächter, Schuhmacher und Tuchmacher. Ihnen wurde ein bescheidener Anteil am Stadtregiment zugestanden. Der dritte Stand waren die Bürger und Handwerker, zu ihnen gehörten auch die Schlosser.
Die Schlosserinnung wurde 1578 offiziell genannt, zusammen als Zunft mit den Sporer, Büchsen-, Uhr- und Windenmacher. Die Räte von Berlin und Kölln haben den Meistern der genannten Gewerke, die sich zu einer loblichen Ordnung, Innung und Bruderschaft vereinigt. die von ihnen eingereichte Artikel geprüft, wohlerwogen und verbessert und diese Artikel, da sie der Ehrbarkeit und guter Polizei gemäß, konfirmiert und bestätigt. Die damaligen Zünfte hatten als Ziel und Zweck, die Einschränkung und Reglung der Konkurrenz, Privilegierung des eigenen Gewerbes, dessen Ausübung den Zunftgenossen vorbehalten blieb.
1632 bestimmte die Taxordnung was der Berlin-Köllner Schlossermeister seinen Kunden berechnen darf. Hier wurden alle in einer Zunft organisierten Gewerbe behandelt.
Berlin als Residenz des Soldatenkönigs war nach dem Urteil von Reisenden eine schöne Stadt geworden. Die Zunftverfassung wurde grundlegend verändert, 1731 wurde auf Bestreben von Friedrich Wilhelm I. das einheitliche Reichsgewerbegesetz eingeführt. Am 6. August 1732 wurde diese Reglung in den preußischen Staaten in Kraft gesetzt und die Zeit selbstständiger Gewalten war vorüber. Hier wurden die Zünfte in die in das neue staatliche Gewerberecht eingefügt. Dabei wurde bis 1735 von einer staatlichen Kommission für alle zünftigen Gewerbe "Generalprivilegien" nach den neuen Grundsätzen und einheitlichen Schema abgefasst, sie galten für die ganze Kurmark. So bekam auch die Berliner Schlosserinnung 1734 das Generalprivileg.
Die 1810 eingeführte Gewerbeordnung mit der allgemeinen Gewerbesteuer, legte die Zunftschranken nieder und führte die Gewerbefreiheit ein. Damit sollten die Grundlagen für den Wiederaufbau des preußischen Staates geschaffen werden. Die Innungen wurden beibehalten, zur Ausübung eines Gewebes wurde allein die Errichtung der Gewerbesteuer abhängig gemacht.

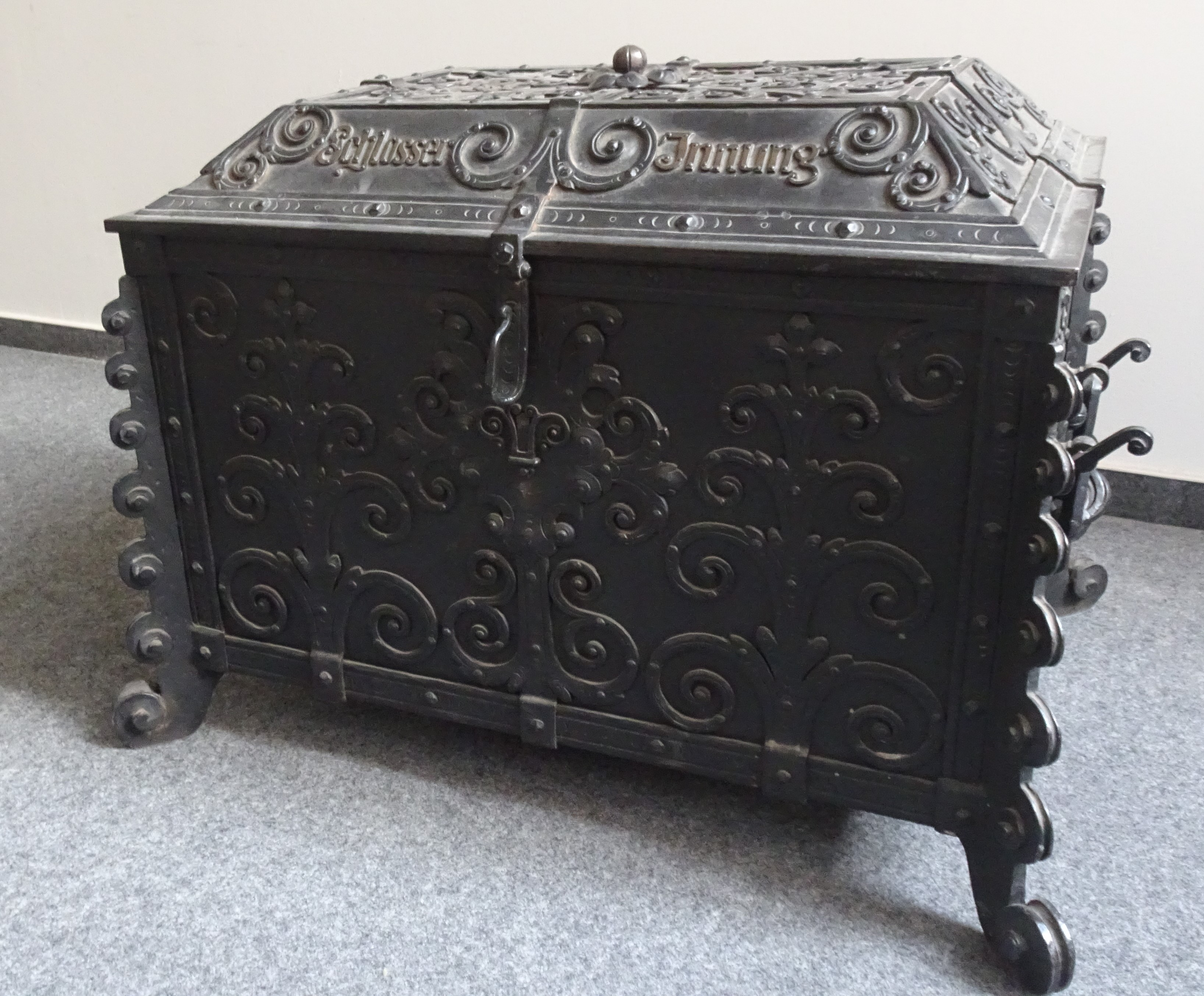
Zunftlade der Schlosser-Innung Berlin

Mit der Bildung von Groß-Berlin wurden 1925 die Berliner, Charlottenburger, Spandauer und Cöpenicker Schlosser-Innungen zu einer Zwangsinnung umgewandelt.
Nach der überstanden Weltwirtschaftskrise formulierte der Magistratsbibliothekesdirektors 1932 in der Festschrift des deutschen Schlosserhandwerks, den frommen Wunsch: dennoch-trotz aller Widerstände wollen wir danach streben, unser Schlosserhandwerk zu erhalten und Zeiten entgegen zuführen, die uns wieder berechtigten zu sagen, dass das Handwerk goldenen Boden hat...
1933 war die Auflösung aller bestehenden Innungen und Zusammenführung in eine Pflichtinnung Groß-Berlin mit insgesamt 4.500 Mitgliedern
Trotz der Spaltung des Gesamtberliner Magistrats 1948 und die Einführung einer separaten Währung im Westsektor, wurden trotz aller Widerstände bis in die Mitte der fünfziger Jahre Gemeinsamkeiten gepflegt. Die Möglichkeit einer gemeinsamen Ausbildung bestand bis 1961. Die letzte Zusammenkunft von Innungsamtsträgern beider Stadtteile fand im Oktober 1960 und die 63. Hauptversammlung des Schlosser- und Maschinenbauerhandwerks ganz Deutschlands fand im Juni 1961 in Berlin statt.
| Arbeitsproben der Lehrlinge in den Bezirksgruppen bis 1961 | Arbeitsproben der Lehrlinge in den Bezirksgruppen bis 1961 | Arbeitsproben der Lehrlinge in den Bezirksgruppen bis 1961 | Arbeitsproben der Lehrlinge in den Bezirksgruppen bis 1961 | Arbeitsproben der Lehrlinge in den Bezirksgruppen bis 1961 | Arbeitsproben der Lehrlinge in den Bezirksgruppen bis 1961 | Arbeitsproben der Lehrlinge in den Bezirksgruppen bis 1961 |
| ---------------------------------------------------------- | ---------------------------------------------------------- | ---------------------------------------------------------- | ---------------------------------------------------------- | ---------------------------------------------------------- | ---------------------------------------------------------- | ---------------------------------------------------------- |
|                                                            |                                                            |                                                            |                                                            |                                                            |                                                            |                                                            |
| Steglitz                                                   | Treptow                                                    | Tiergarten                                                 | Schöneberg                                                 | Friedrichshain                                             | Kreuzberg                                                  | Neukölln                                                   |

### Ost-Berlin
Die Innungsarbeit fand ab den 1960er Jahren in den Einkaufs- und Liefergenossenschaften (ELG) statt. Durch zahlreiche Restriktionen von außen war der Zusammenhalt ungewöhnlich stark. Trotz erheblichen staatlichen Druckes kam es in Ost-Berlin unter den Schlossereien kaum zur Gründung von Produktionsgenossenschaften des Handwerks (PGH).

### West-Berlin
Im Oktober 1971 wurde aus der Zunft die Innung für Metall- und Kunststofftechnik Berlin. Ende der achtziger Jahre schloss sich die bis dahin eigenständige Schmiedeinnung West-Berlins der Metallinnung an.

### Nach 1991
Nach der Wiedervereinigung war es durch die „Verordnung über die Organisation des Handwerks in der DDR“ wieder möglich, Innungen zu bilden und sich zu Bezirks- und DDR-Verbänden zusammenzuschließen,  woraufhin in Ost-Berlin noch im Jahr 1990 die Innung des Metallhandwerks gegründet wurde. Aber bereits 1990 wurde klar, dass es in Berlin nur eine vereinigte Metallinnung brauchte und die gibt es seit 1991 auch.
Der Zunftspruch gilt heute wie damals, Katzenkopf? Stück davon!